# Johnny Reb
Johnny Reb, o Johnny Rebel (tradotto in italiano "Johnny il ribelle"), era la personificazione nazionale degli Stati Confederati d'America. Di solito era descritto come un ragazzo non più grande di 15 anni, povero, ignorante, con addosso un'uniforme di lana grigia e un berretto simile a un chepì, con la parte superiore piatta e di forma arrotondata e una visiera di pelle. Meno comunemente il termine designava anche i soldati confederati ed era sempre contrapposto a quello di Billy Yank.
Secondo lo storico Bell I. Wiley, che scrisse sui soldati comuni degli eserciti nordisti e sudisti, il nome derivò dall'abitudine dei soldati unionisti di gridare Hello Johnny ("Ciao Johnny") o Howdy Reb ("Buondì ribelle") ai soldati confederati dall'altra parte del picchetto.
Johnny Reb è stato usato come soprannome per i soldati confederati veterani, come pure per i bianchi oriundi degli stati che avevano fatto parte della Confederazione. Il soprannome è ancora usato nella letteratura accademica da autori degli Stati Uniti del Nord e del Sud; per esempio, Robert N. Rosen, un ebreo originario della Carolina del Sud che ha scritto molto sul ruolo degli ebrei sudisti nell'esercito degli Stati Confederati, definisce questi ultimi come "Johnny Reb ebrei". Il termine Johnny Reb viene adoperato tuttora nella scrittura popolare e nei mezzi d'informazione. Nel 2000, il Los Angeles Times pubblicò un articolo dello storico Eric Foner intitolato Chief Johnny Reb, riferendosi a Jefferson Davis, il presidente dei Confederati. Una recensione di un libro del 2018 della storica Drew Gilpin Faust apparve sul Wall Street Journal con il titolo Billy Yank and Johnny Reb.